# 洼里镇
洼里镇，是中华人民共和国河北省唐山市开平区下辖的一个乡镇级行政单位。

## 行政区划
洼里镇下辖以下地区：
胶泥庄村、狮子湾村、新立庄村、娄子庄村、蒋庄村、洼里村、孩儿屯村、夏庄村、后营村、周家桥村、东尚庄村、西尚庄村、杨庄村、伍家庄村、古楼庄村和小港村。